# Минин, Владимир Николаевич
Влади́мир Никола́евич Ми́нин (род. 10 января 1929, Ленинград, СССР) — советский российский хоровой дирижёр, педагог; народный артист СССР (1988), заслуженный человек Молдавии (2004), лауреат Государственной премии СССР (1982).

## Биография
Родился 10 января 1929 года в Ленинграде (ныне Санкт-Петербург).
Начинал учиться в Детской хоровой школе при Ленинградской государственной академической капелле (ныне Хоровое училище имени М. И. Глинки). В 1945 году окончил Московское хоровое училище (ныне Академия хорового искусства имени В. С. Попова). В 1950 году окончил Московскую консерваторию у В. Г. Соколова, в 1957 — аспирантуру при ней у А. В. Свешникова.
В 1949—1950 и 1954—1957 годах — хормейстер, 1987—1990 годах — художественный руководитель и главный дирижёр Государственного академического хора СССР (ныне Государственный академический русский хор имени А. В. Свешникова).
В 1951—1954 годах — художественный руководитель и главный дирижёр Ансамбля песни и пляски Северной группы войск в Польше, в 1958—1963 — хоровой капеллы «Дойна» Молдавской государственной филармонии в Кишинёве, в 1965—1967 — Ленинградской академической капеллы.
С 1954 преподавал хоровое дирижирование в Московской консерватории, Кишинёвской консерватории (ныне Академия музыки, театра и изобразительных искусств) (1958—1963), Новосибирской консерватории, где возглавлял кафедру хорового дирижирования (1963—1965). С 1967 года — преподаватель Государственного музыкально-педагогического института им. Гнесиных (ныне Российская академия музыки имени Гнесиных; с 1978 — профессор, в 1971—1979 — ректор).
С 1972 года — организатор, художественный руководитель и главный дирижёр Московского государственного академического камерного хора.
Многие годы — лучший интерпретатор русской церковной музыки. Именно благодаря его дирижерскому мастерству и настойчивости возродились для слушателей запрещенные до того духовные произведения русских композиторов — Д. Бортнянского, М. Березовского, П. Чеснокова, А. Струмского, культовые сочинения С. Рахманинова — «Всенощное бдение», «Литургия святого Иоанна Златоуста», хоровая музыка П. Чайковского и П. Танеева. Своими трудами сделал русскую церковную музыку достоянием слушателей во всем мире и возродил её как неотъемлемую часть мировой музыкальной культуры. Русская православная музыка зазвучала в лучших концертных залах Европы, Северной и Южной Америки, Японии, Китая, Южной Кореи.
Возрождение к жизни огромного пласта отечественной культуры вызвало большой интерес композиторов к хоровой музыке. Хормейстеру посвящали свои произведения известные композиторы современности: Г. Свиридов (кантата «Ночные облака»), В. Гаврилин (хоровая симфония-действо «Перезвоны»), Р. Щедрин (хоровая литургия «Запечатленный ангел»), В. Дашкевич (литургия «Семь зарниц Апокалипсиса»), а Г. Канчели доверил ему премьеру в России четырёх своих сочинений.
В последние годы Московский камерный хор опробовал и необычные для камерного коллектива формы — участие в оперных постановках — в Цюрихском оперном театре в операх «Демон» А. Рубинштейна, «Хованщина» М. Мусоргского, на летнем фестивале в Брегенце (Австрия) — в операх «Бал-маскарад» Дж. Верди, «Богема» Дж. Пуччини, а летом 2003 года — в опере «Лисички» Л. Яначека и мюзикле Л. Бернстайна «Вестсайдская история».
Телеканал «Культура» снял фильм «Владимир Минин. От первого лица». К юбилею хормейстера телеканал «Культура» снимает фильм «Четыре вечера с Владимиром Мининым».
В 2010 году вышла в свет книга хормейстера «Соло для дирижера» c DVD «Владимир Минин. Сотворивший чудо», где собраны уникальные записи из жизни Хора и его руководителя.
В 2013 году избран председателем Московского отделения Всероссийского хорового общества (ныне Русское музыкальное общество).
Живёт и работает в Москве.

…Хор Минина — Художественный театр, Главный режиссёр которого не только ставит спектакли, но и сам играет, не может не играть. Минин — большой художник, большой музыкант, большой артист. (Э. Котлярский)

## Награды и звания
- Заслуженный деятель искусств Молдавской ССР (1961)
- Народный артист РСФСР (29 августа 1978)[4] указ Президиума Верховного Совета РСФСР № 949
- Народный артист СССР (12 октября 1988)
- Заслуженный человек Молдавии (Om Emerit) (2 марта 2004 года, Молдавия) — в знак признания особых заслуг в укреплении дружбы и развитии сотрудничества в области культуры между Республикой Молдова и Российской Федерацией '[5]
- Государственная премия СССР (1982) — за концертные программы 1978—1981 годов
- Орден «За заслуги перед Отечеством» II степени (23 августа 2019 года) — за большой вклад в развитие отечественной культуры и искусства, многолетнюю плодотворную деятельность[6]
- Орден «За заслуги перед Отечеством» III степени (24 августа 2004 года) — за выдающиеся заслуги в области музыкального искусства[7]
- Орден «За заслуги перед Отечеством» IV степени (25 августа 1997 года) — за заслуги перед государством, большой вклад в укрепление дружбы и сотрудничества между народами, многолетнюю плодотворную деятельность в области культуры и искусства[8]
- Орден Почёта (24 декабря 2008 года) — за большой вклад в развитие и сохранение лучших традиций русского национального хорового искусства, многолетнюю творческую деятельность[9]
- Орден Дружбы (14 августа 2014 года) — за большие заслуги в развитии отечественной культуры и искусства, телерадиовещания, печати, связи и многолетнюю плодотворную деятельность[10]
- Орден Трудового Красного Знамени (1960)
- Орден святого равноапостольного великого князя Владимира (1997, РПЦ) — за возрождение церковной музыки
- Орден святого благоверного князя Даниила Московского II степени (2004, РПЦ)
- Орден Славы и Чести (2012, РПЦ)[11]
- Международная премия Андрея Первозванного «За веру и верность» (2012, Фонд Андрея Первозванного)[12]
- Национальная премия «Имперская культура» имени Эдуарда Володина за 2014 год. Номинация «Музыкальное искусство» за вклад в русскую музыкальную культуру.
- Премия «Триумф» (2009)
- Почётная грамота Правительства Москвы (24 декабря 2003 года) — за большой вклад в развитие отечественного хорового искусства и в связи с 75-летием со дня рождения[13]
- Благодарность Министра культуры Российской Федерации (18 февраля 2004 года) — за многолетний плодотворный труд, за большой вклад в сохранение и развитие отечественного хорового искусства[14].